# Gachowo
Gachowo (ros. Гахово) – wieś (ros. село, trb. sieło) w zachodniej Rosji, w sielsowiecie wysznierieutczanskim rejonu miedwieńskiego w obwodzie kurskim.

## Geografia
Miejscowość położona jest nad rzeką Gachow Kołodieź (lewy dopływ Lubacza w dorzeczu Rieuta), 11 km od centrum administracyjnego sielsowietu (Wierchnij Rieutiec), 19 km na południowy zachód od centrum administracyjnego rejonu (Miedwienka), 45 km na południowy zachód od Kurska, 22 km od drogi magistralnej (federalnego znaczenia) M2 «Krym».
We wsi znajduje się 247 posesji.
Klimat
Miejscowość, jak i cały rejon, znajduje się w strefie klimatu kontynentalnego z łagodnym ciepłym latem i równomiernie rozłożonymi opadami rocznymi (Dfb w klasyfikacji klimatów Köppena).
|                            | Sty  | Lut  | Mar  | Kwi | Maj  | Cze  | Lip  | Sie  | Wrz  | Paź  | Lis | Gru  |
| -------------------------- | ---- | ---- | ---- | --- | ---- | ---- | ---- | ---- | ---- | ---- | --- | ---- |
| Najwyższe temperatury (°C) | -4   | -2,9 | 3,1  | 13  | 19,4 | 22,7 | 25,2 | 24,6 | 18,2 | 10,6 | 3,5 | -1,1 |
| Najniższe temperatury (°C) | -8,5 | -8,5 | -4,6 | 2,8 | 9,2  | 13,1 | 15,8 | 14,9 | 9,8  | 4    | -1  | -5,2 |
| Opady (mm)                 | 51   | 44   | 49   | 50  | 63   | 68   | 73   | 54   | 56   | 56   | 47  | 50   |
| Ilość dni z opadami        | 9    | 8    | 8    | 7   | 8    | 8    | 9    | 6    | 6    | 7    | 7   | 8    |

## Demografia
W 2010 r. wieś zamieszkiwało 212 osób.